# Bilden
För andra betydelser, se Bild.
"Bilden" är en dikt av Erik Gustaf Geijer, skriven 1834. Den börjar "Tjusande bild ur de forna dar" och återspeglar författarens fascination inför historien.